# Kickboxing ai III Giochi europei
Gli incontri di kickboxing ai III Giochi europei sono stati disputati presso la Cracovia Hall di Cracovia in Polonia il 30 giugno e il 2 luglio 2023.

## Podi

### Maschili
| Specialità     | Oro                   | Argento                      | Bronzo                                          |
| Full Contact   |                       |                              |                                                 |
| 63,5 kg        | Farid Aghamoghlanov   | Damiano Salvato Tramontana   | Oskar Sobanski Milton Americo Barrios Galarreta |
| 75 kg          | Tymur Brykov          | Luka Shoniya                 | Jakub Pokusa Aleksandar Konovalov               |
| 86 kg          | Robert Krason         | Mohammed Hamdi Hajji         | Artem Melnyk Zurab Ivaniadze                    |
| Point Fighting |                       |                              |                                                 |
| 63 kg          | Gabriele Lanzilao     | Georgios Tsampodimos Leovari | Roland Viczian Richard Veres                    |
| 74 kg          | Martin Balint         | Nathan Tait                  | Danylo Mancari Edoardo Bagarello                |
| 84 kg          | Sandro Gabriel Peters | Conor Johnson McGlinchey     | Cevat Kir Riccardo Albanese                     |
| Low Contact    |                       |                              |                                                 |
| 63 kg          | Ivan Penzo            | Anis Triqui                  | Ruben Iglesias Fernandez Gergo Szaraz           |
| 79 kg          | Al Amin Rmadan        | Lajos Imre Fesu              | Ivan Krastanov Recep Men                        |

### Femminili
| Specialità     | Oro                 | Argento                 | Bronzo                                       |
| Full Contact   |                     |                         |                                              |
| 52 kg          | Emine Arslan        | Nicole Perona           | Aleksandr Dimitrova Charlotte Berg Andersen  |
| 60 kg          | Amy Wall            | Mariell Gaassan Straume | Cintia Czegeny Kinga Szlachic                |
| 70 kg          | Aleksandra Krstic   | Aline Sophia Sodjinou   | Karolina Juja Antonija Zec                   |
| Point Fighting |                     |                         |                                              |
| 50 kg          | Federica Trovalusci | Tyra Barada             | Szonja Hajnalka Torok Maeline Nadine Lachaud |
| 60 kg          | Francesca Ceci      | Andrea Busa             | Funda Gulec Kiara Mager                      |
| 70 kg          | Domenica Angelino   | Tina Baloh              | Jodie Browne Anna Kondar                     |
| Low Contact    |                     |                         |                                              |
| 50 kg          | Tyra Barada         | Kristin Nikolova        | Paraskevi Semeli Zarmakoupi Michelle Mesmer  |
| 60 kg          | Luna Mendy          | Urska Gazvoda           | Nicole Bannon Mira Iisa Aurora Sjovall       |

## Medagliere
| Pos.   | Paese       | Oro | Argento | Bronzo | Totale |
| ------ | ----------- | --- | ------- | ------ | ------ |
| 1      | Italia      | 6   | 2       | 2      | 10     |
| 2      | Germania    | 2   | 2       | 3      | 7      |
| 3      | Slovenia    | 1   | 3       | 0      | 4      |
| 4      | Ungheria    | 1   | 2       | 5      | 8      |
| 5      | Irlanda     | 1   | 2       | 2      | 5      |
| 6      | Polonia     | 1   | 0       | 4      | 5      |
| 7      | Turchia     | 1   | 0       | 3      | 4      |
| 8      | Georgia     | 1   | 0       | 1      | 2      |
| 8      | Serbia      | 1   | 0       | 1      | 2      |
| 10     | Azerbaigian | 1   | 0       | 0      | 1      |
| 11     | Bulgaria    | 0   | 1       | 2      | 3      |
| 11     | Norvegia    | 0   | 1       | 2      | 3      |
| 13     | Grecia      | 0   | 1       | 1      | 2      |
| 13     | Spagna      | 0   | 1       | 1      | 2      |
| 13     | Ucraina     | 0   | 1       | 1      | 2      |
| 16     | Svizzera    | 0   | 0       | 2      | 2      |
| 17     | Croazia     | 0   | 0       | 1      | 1      |
| 17     | Finlandia   | 0   | 0       | 1      | 1      |
| Totale | Totale      | 16  | 16      | 32     | 64     |